# 松田正人
松田 正人（まつだ まさと、1889年（明治22年）12月5日 - 1982年（昭和57年））は、日本の政治家。長野県北安曇郡大町町長、初代大町市長。

## 来歴
長野県北安曇郡美麻村（現大町市）生まれ。1908年（明治41年）3月、南佐久教員養成所卒業後、美麻村小学校教員、同村役場書記を経て、1918年（大正7年）大町で乳業会社を創業。1929年（昭和4年）4月、大町町会議員に選出され、1942年（昭和17年）5月まで3期在任。
1947年（昭和22年）4月、大町町長選挙に当選し、昭和の大合併では北安曇郡1町3村の新設合併を実現し、1954年（昭和29年）7月、市制施行に伴い初代市長となり、1962年（昭和37年）7月まで務めた。在任中は昭和電工や呉羽紡績の工場誘致、黒部ダム建設、国鉄大糸線の全通、葛温泉の引湯による大町温泉郷の開設、上水道の敷設などを実現させた。
その他、北安曇畜産組合長、大町森林組合長、大町土地改良区理事長などを歴任。1974年（昭和49年）11月、大町市名誉市民に選出された。